# Relación de las cosas de Yucatán

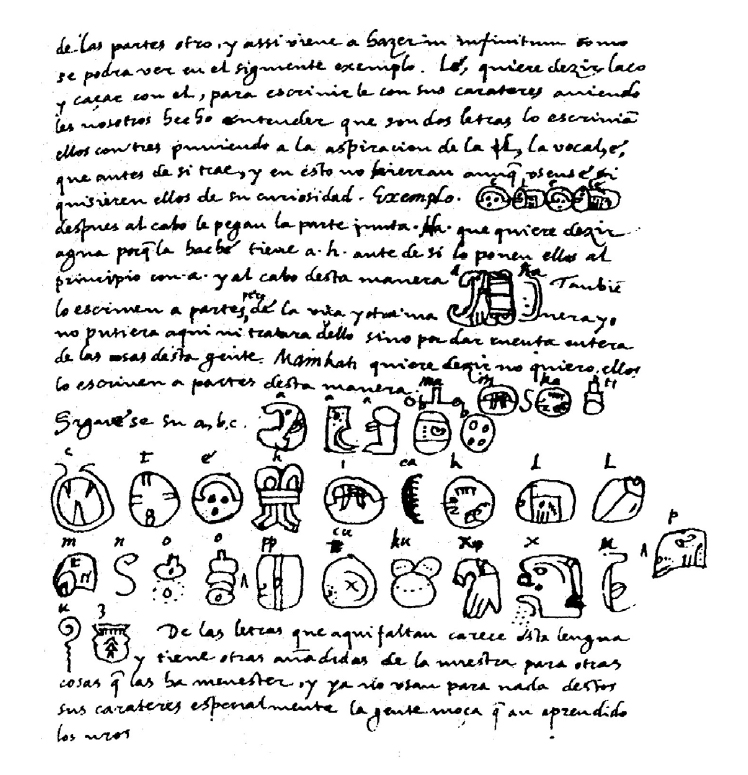
Reprodukcja strony Relación de las cosas de Yucatán poświęconej pismu Majów

Relación de las cosas de Yucatán (z hiszp. „Opis stanu rzeczy na Jukatanie”) – dzieło o charakterze etnograficznym poświęcone Majom, napisane około 1566 roku przez hiszpańskiego zakonnika Diego de Landę.
Dzieło powstało w Hiszpanii po tym, gdy de Landa został wezwany przed Radę Indii, w celu wyjaśnienia okoliczności zorganizowanego przez niego w lipcu 1562 roku w mieście Maní spalenia majańskich ksiąg i idoli. Według niektórych autorów Relación miało stanowić formę usprawiedliwienia jego czynów.
Oryginał nie zachował się do obecnych czasów. Współcześnie znany dokument jest jedynie wyciągiem z pierwotnego manuskryptu, na przestrzeni wieku modyfikowanym przez kolejnych kopistów (ostateczna wersja pochodzi z około 1660 roku). Samo streszczenie było przez długi czas nieznane – w 1862 roku w bibliotece Królewskiej Akademii Historii w Madrycie odkrył je Brasseur de Bourbourg. Po dwóch latach zostało ono przez niego opublikowane w dwóch językach (hiszpańskim i francuskim) pod tytułem Relation des choses de Yucatán de Diego de Landa.
Relación de las cosas de Yucatán należy do najobszerniejszych źródeł, na których opiera się współczesna wiedza o cywilizacji Majów. Dzieło wyróżnia fakt, że de Landa unika interpretacji opisywanej rzeczywistości oraz charakterystycznego dla ówczesnych autorów eurocentrycznego podejścia.
W swoim utworze zakonnik ujął szeroki wachlarz zagadnień, takich jak religia, rytuały i zwyczaje, architektura, organizacja społeczeństwa czy fauna i flora. W dziele znajduje się także rozdział poświęcony pismu Majów, będący jednak pomyłką autora. De Landa opisał zestaw glifów, mających rzekomo odpowiadać kolejnym literom alfabetu łacińskiego (tzw. „alfabet Landy”). W momencie odkrycia Relación wierzono, że jest to swoisty kamień z Rosetty dla nierozszyfrowanego wówczas majańskiego pisma. Wkrótce jednak okazało się, że nie pozwala on na odczytanie żadnych zapisów, m.in. ze względu na zupełnie inną naturę wykorzystywanych przez nich znaków. Dokument de Landy był natomiast przydatny przy odczytywaniu kalendarza.